# Rali da Noruega

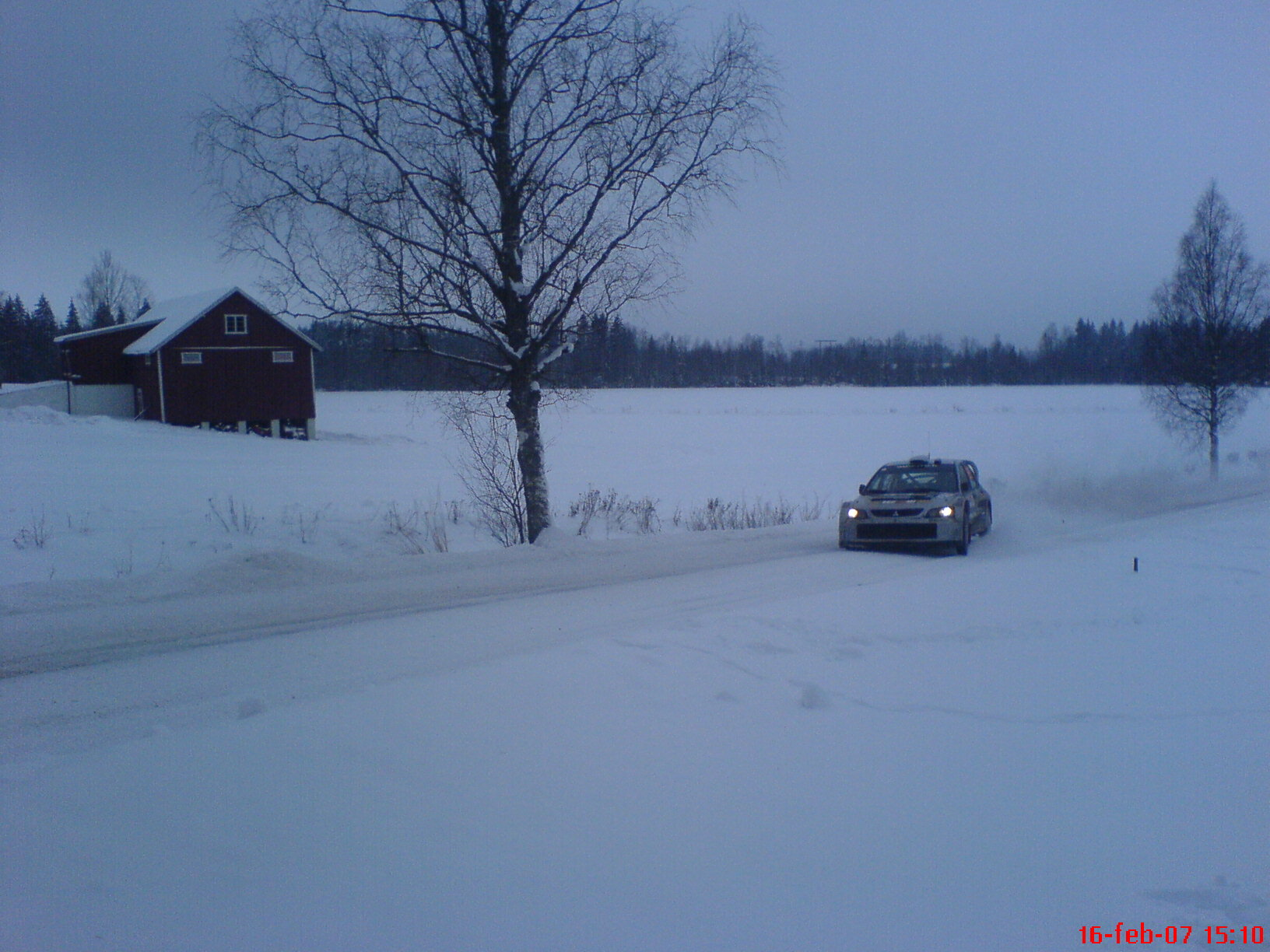
Prova de 2007

Rali da Noruega é uma das etapas do Campeonato Mundial de Rali (WRC).
O Rali da Noruega teve a sua estreia na temporada de 2007. Anteriormente era só no Rali da Suécia em que se competia na neve. Conduzir na neve e gelo requere a pilotos e máquinas certos ajustes e precauções a tomar, sendo os pneus um ponto-chave.
O rali tem como quartel-general a cidade de Kongsvinger, mas o centro do evento é em Hamar, onde existem melhores acomodações e serviços de apoio.

## Candidatura
A prova enquanto candidata, teve a sua estreia em fevereiro de 2006 com grande sucesso. Com partida e final e ter lugar em Hamar, enquanto as etapas foram disputadas em Lillehammer, Sjusjøen, Kongsvinger e Elverum.
A prova foi ganha por Henning Solberg. Durante a primeira etapa Daniel Carlsson estava atrás de Henning, mas saiu de estrada na especial 12 e teve de abandonar o rali. Os jovens talentos Mads Østberg e Anders Grøndal ficaram em segundo e terceiro lugar respectivamente no pódio.
A prova candidata teve uma nota dada pela FIA de "B", que supera muitos ralis do WRC.

## Ano de estreia
A FIA decidiu em julho de 2006 num encontro em Paris, que o Rali da Noruega seria integrado no calendário WRC. Primeiro por uma temporada, mas com a possibilidade de ser prolongado por mais três anos.
O primeiro rali WRC da Noruega, realizou-se em fevereiro de 2007. Foi ganho por Mikko Hirvonen, à frente de Marcus Grönholm, Henning Solberg e Petter Solberg.

## Vencedores
| 2006 | Henning Solberg Cato Menkerud | Peugeot 307 WRC      |               |               |               |               |
| 2007 | Mikko Hirvonen Jarmo Lehtinen | Ford Focus RS WRC 06 |               |               |               |               |
| 2008 | Não Realizado                 | Não Realizado        | Não Realizado | Não Realizado | Não Realizado | Não Realizado |
| 2009 | Sébastien Loeb Daniel Elena   | Citroën C4 WRC       |               |               |               |               |